# Кожин, Павел Михайлович (историк)
Па́вел Миха́йлович Ко́жин (18 сентября 1934 — 18 июля 2016) — советский и российский историк-востоковед, религиовед и археолог. Главный научный сотрудник ИДВ РАН.

## Биография
Сын М. В. Кожина и К. К. Кожиной. В раннем детстве жил с матерью в Харбине. Учился на историческом факультете МГУ (специализация по кафедре археологии). В 1959 году был распределён в Институт археологии. Там же в 1967 году защитил кандидатскую диссертацию. В мае 1976 года распоряжением Президиума АН СССР переведен в Институт Дальнего Востока (впоследствии ИДВ РАН), старший научный сотрудник (1986). Доктор исторических наук (1991, диссертация «Этнокультурные контакты населения Евразии в энеолите — раннем железном веке»), действительный член РАЕН (2000/2002). Автор свыше 400 научных работ, в том числе 5 монографий.
В ИДВ работал в различных подразделениях, занимаясь проблемами китайских традиций, политической культуры, религиозной, духовной, идеологической жизни страны и т. п. С 2008 года — заместитель ответственного редактора первого тома 10-томного издания «История Китая», редактор отдела научных изданий ИДВ РАН. Преподавал в РГГУ. Многократно выступал в качестве эксперта и рецензента по кандидатским и докторским диссертациям и проектам, подаваемым на гранты РФФИ и Минобрнауки.
Скончался в Москве. Урна с прахом захоронена в открытом колумбарии Ваганьковского кладбища города Москвы.

## Научные интересы
Занимался проблемой появления боевых колесниц в Китае в ходе развития культур бронзового века, становления и развития государственности.
Автор ряда работ, в том числе одной монографии, посвящённых истории религий в Китае (даосизма, буддизма, христианства, ислама), религиозному аспекту конфуцианства, а также роли религии в современном китайском обществе.
П. М. Кожин работал над проблемами построения ранних философских текстов, изучал структуру «Дао дэ цзина» и историософию Сыма Цяня.

## Основные работы
- Кносские колесницы // Археология Старого и Нового Света. М., 1966. С. 76-81.
- Гобийская квадрига // Советская археология, 1968, № 3. С. 35-42.
- К вопросу о происхождении иньских колесниц // Сборник Музея антропологии и этнографии. Вып. 25. Л., 1969. С. 29-40.
- Представление о пространстве в творчестве населения палеолитической Европы // Советская этнография, №2, 1973. С. 10–22 (совм. с Б.А. Фроловым);
- Археологические обоснования палеодемографических реконструкций. М., 1973 (Доклад на IX конгрессе антропологических и этнологических наук, Чикаго). 23 с.
- Проблемы изучения традиций КНР// Информационный бюллетень ИДВ АН СССР. № 32. М., 1982. 240 с.
- Археологические исследования в КНР и их значение в современной историко-политической научной проблематике // Информационный бюллетень ИДВ АН СССР. № 33, ч. 2. М., 1982. С. 419—448 .
- Проблемы историко-культурных и этнических контактов населения Евразии с IV тыс. до н. э. по первые века н. э.(происхождение и древняя история колесного транспорта). М., 1982. Депонирована в ИНИОН АН СССР № 13481; 30.06.1983. 273 с.
- Об исследовании традиционного массового сознания в буржуазном западном китаеведении // Идеологические процессы и массовое сознание в развивающихся странах Азии и Африки. М., 1984;
- Традиции управления в политической культуре КНР // ПДВ. 1984. № 2 (совм. с Л. С. Переломовым и Г. Ф. Салтыковым);
- Discipline Sinicae // XVI НК ОГК. Ч. 1. М., 1985. C. 3-7;
- Государство и религиозные организации в Китае // ПДВ, 1986. С. 141—149.
- Религия и религиозные организации // 40 лет КНР. М., 1989;
- Традиционные основы политической культуры Китая // Китай и социализм. Актуальные проблемы изучения экономики, политики, истории и культуры. Ч. II. М., 1990;
- Традиционные верования и синкретические религии Китая // Локальные и синкретические культуры. М., 1991 (совм. с В. В. Малявиным);
- Человеческий фактор в политической культуре современного Китая // II конференция ИДВ «Китай, китайская цивилизация и мир». 1991. Ч. 2. С. 121—125.
- «Политич. геометрия» в древнем Китае // XXIII НК ОГК. Ч. 1. М., 1992;
- К проблеме становления китайской цивилизации // XXIV НК ОГК. Ч. 1. М., 1993;
- Современные концепции цивилизации (к проблеме соотношения «Восток — Запад») // Китай, китайская цивилизация и мир. История, современность, перспективы (тезисы докл. междунар. конф.). Ч. 2. М., 1993.
- Сибирская фаланга эпохи бронзы // Военное дело Юга Сибири и Дальнего Востока. Новосибирск, 1993. С. 17-41.
- Этнология философии и китайская цивилизация // Экспресс информация (ЭИ), 1995, № 5. С. 23-28.
- Этнокультурные константы китайской философии // XXVII научная конференция «Общество и государство в Китае» (НК ОГК), 1996. С. 234—236.
- Традиции в системе этноса // Этнографическое обозрение, 1997, № 6. С. 3-13.
- «Девять Дэ» в концепции государственного управления Гао Яо // От магической силы к моральному императиву: категория дэ в китайской культуре. М., 1998. С.107-117.
- Проблема доказательства в древнейшей китайской литературе // ИМ. Сер. Г. 2000, вып.6. С. 39-43.
- Пространственно-ориентационные и числовые решетки как инструмент традиционной китайской науки // ИМ.Сер. Г.2001.
- Норма и исключение в древнекитайских канонических текстах // ИМ. Сер. Г. 2002. Вып.9/10. С.44-49.
- Константы традиционной политической культуры Китая// XIV конференция ИДВ «Китай, китайская цивилизация и мир». 2003. Ч.2. С.160-164.
- Теория и практика гаданий в древнем Китае// Китайская классическая «Книга перемен» и современная наука. М., 2003. С. 19-28.
- Дарующий вечность (Портрет во всемирной истории) // Вестник антропологии, 15. Ч. 1. 2007. С. 31-35.
- В тени Вавилонской башни // Аспекты компаративистики, 2 (Доклады конференции памяти С.А. Старостина, 24–27 марта 2006 г.) / Orientalia et Classica. Труды Института восточных культур и античности. Вып. XI. М.: РГГУ, 2007. С. 327–336.
- Страны и народы Восточной Азии // Основы этнологии. М.: Изд. МГУ, 2007. С. 302—314. (Китай, Монголия)
- Этнокультурные контакты населения Евразии в энеолите-раннем железном веке. Палеокультурология и колесный транспорт. Владивосток, 2007. 428 с.
- Значение этнокультурного компонента в древней лексике // Сравнительно-историческое языкознание. Лингвистика. Тюркология. Материалы конференции. М., 2009. С. 44–48.
- Китай и Центральная Азия до эпохи Чингисхана. М., 2011. 368 с.
- Китай в сочинении Ш.-Л де Монтескье «О духе законов» // 19-я конференция ИДВ «Китай, китайская цивилизация и мир». 2011. С. 260—262.
- Начало эры металлов// Вестник Новосибирского ГУ. Серия: история, филология. Т. 11, вып. 10. 2012. С. 6-13. (в соавт. с В. И. Молодиным).
- Значение альтернатив в аналитическом методе «Даодэцзина». Там же. С. 151—155.